# Caetés (kommun)
Caetés är en kommun i Brasilien.   Den ligger i delstaten Pernambuco, i den östra delen av landet, 1 400 km nordost om huvudstaden Brasília. Antalet invånare är 26 577.
Följande samhällen finns i Caetés:
- Caetés

Trakten runt Caetés består till största delen av jordbruksmark. Runt Caetés är det ganska tätbefolkat, med 67 invånare per kvadratkilometer.